# Anatoli Baixaixkin
Anatoli Baixaixkin   (Réutov, 23 de febrer de 1924 - Moscou, 27 de juliol de 2002) fou un futbolista rus de la dècada de 1950.
Fou 21 cops internacional amb la selecció soviètica amb la qual participà en els Jocs Olímpics d'Estiu de 1952 i 1956.
Pel que fa a clubs, defensà els colors de PFC CSKA Moscou i FC Spartak Moscou.